# Liste der Kulturgüter in Basel/Grossbasel Ost
Die Liste der Kulturgüter in Basel/Grossbasel Ost enthält alle Objekte im östlichen Teil von Grossbasel in der Stadt Basel im Kanton Basel-Stadt, die gemäss der Haager Konvention zum Schutz von Kulturgut bei bewaffneten Konflikten, dem Bundesgesetz vom 20. Juni 2014 über den Schutz der Kulturgüter bei bewaffneten Konflikten sowie der Verordnung vom 29. Oktober 2014 über den Schutz der Kulturgüter bei bewaffneten Konflikten unter Schutz stehen.
Diese Liste umfasst die Quartiere Breite, Bruderholz, Gundeldingen, St. Alban und Vorstädte (östlich der Elisabethenstrasse). Objekte der Kategorien A und B sind vollständig in der Liste enthalten, Objekte der Kategorie C fehlen zurzeit (Stand: 1. Januar 2023).

## Kulturgüter
| Foto | | Objekt                                                                                                | Kat. | Typ | Standort                                                     | Beschreibung |
| ---- | --- | --- | ---- | --- | ------------------------------------------------------------ | ------------ |
| ja   | Datei hochladen · Wikidata zu Bahnhof Basel SBB (Q667201)                                                                | Bundesbahnhof SBB KGS-Nr.: 01560                                                                      | A    | G   | Centralbahnstrasse 12–26 611376 / 266322                     |              |
| ja   | Datei hochladen · Wikidata zu Schweizerisches Museum für Papier, Schrift und Druck (Q594378)                             | Basler Papiermühle KGS-Nr.: 01569                                                                     | A    | G   | St. Alban-Tal 37 612405 / 267122                             |              |
| ja   | Datei hochladen · Wikidata zu Haus zum Raben (Q17038062)                                                                 | Haus zum Raben KGS-Nr.: 01575                                                                         | A    | G   | Aeschenvorstadt 15 611612 / 266952                           |              |
| ja   | Datei hochladen · Wikidata zu Haus zum Kirschgarten (Q1590942)                                                           | Haus zum Kirschgarten (Gebäude) KGS-Nr.: 01583                                                        | A    | G   | Elisabethenstrasse 27 611492 / 266829                        |              |
| ja   | Datei hochladen · Wikidata zu Kunstmuseum Basel (Q194626)                                                                | Kunstmuseum (Gebäude) KGS-Nr.: 01586                                                                  | A    | G   | St. Alban-Graben 16 611696 / 267077                          |              |
| ja   | Datei hochladen · Wikidata zu St.-Alban-Kirche (Q2315834)                                                                | St.-Alban-Kirche mit Kreuzgang und Gottesacker KGS-Nr.: 01600                                         | A    | G   | St. Alban-Kirchrain 11 612212 / 267092                       |              |
| ja   | Datei hochladen · Wikidata zu Cartoonmuseum Basel (Q676514)                                                              | Cartoonmuseum KGS-Nr.: 01606                                                                          | A    | S   | St. Alban-Vorstadt 28 611872 / 267100                        |              |
| ja   | Datei hochladen · Wikidata zu Schlösschen Gundeldingen (Q19362831)                                                       | Schlösschen Gundeldingen KGS-Nr.: 01608                                                               | A    | G   | Gundeldingerstrasse 280 611555 / 265480                      |              |
| ja   | Datei hochladen · Wikidata zu Wohnhaus «Zum Neuen Singer» (früher: Wohnhaus für alleinstehende Frauen) (Q19362842)       | Wohnhaus Zum Neuen Singer KGS-Nr.: 01631                                                              | A    | G   | Speiserstrasse 98 612997 / 266241                            |              |
| ja   | Datei hochladen · Wikidata zu Erste Kirche Christi, Wissenschafter (Basel) (Q29682965)                                   | Erste Kirche Christi, Wissenschafter KGS-Nr.: 01678                                                   | A    | G   | Picassoplatz 2 611800 / 266935                               |              |
| ja   | Datei hochladen · Wikidata zu Gesellschaftshaus zum hohen Dolder (Q29683361)                                             | Gesellschaftshaus zum hohen Dolder KGS-Nr.: 01684                                                     | A    | G   | St. Alban-Vorstadt 35 611921 / 267114                        |              |
| ja   | Datei hochladen · Wikidata zu Haus zum Schöneck mit gotischem Kabinett (Q29683855)                                       | Haus zum Schöneck mit gotischem Kabinett KGS-Nr.: 01716                                               | A    | G   | St. Alban-Vorstadt 49 611964 / 267103                        |              |
| BW   | Datei hochladen · Wikidata zu Hohes Haus, mit Garten und Pavillon (Q29684275)                                            | Hohes Haus, mit Garten und Pavillon KGS-Nr.: 01742                                                    | A    | G   | St. Alban-Vorstadt 71 612095 / 267083                        |              |
| ja   | Datei hochladen · Wikidata zu Wildensteinerhof (Q29686177)                                                               | Wildensteinerhof KGS-Nr.: 01760                                                                       | A    | G   | St. Alban-Vorstadt 30–32 611878 / 267099                     |              |
| ja   | Datei hochladen · Wikidata zu Wohnhäuser am Zossenweglein (Q29686292)                                                    | Wohnhäuser am Zossenweglein KGS-Nr.: 01886                                                            | A    | G   | St. Alban-Anlage 39 612192 / 266924                          |              |
| ja   | Datei hochladen · Wikidata zu Wolfgottesacker (Q1499910)                                                                 | Wolfgottesacker KGS-Nr.: 01894                                                                        | A    | G   | Münchensteinerstrasse 99 612689 / 265417                     |              |
| ja   | Datei hochladen · Wikidata zu Museum für Gegenwartskunst (Sammlung) mit E. Hoffmann-Stiftung (Q665622)                   | Museum für Gegenwartskunst (Sammlung) mit E. Hoffmann-Stiftung KGS-Nr.: 08524                         | A    | S   | St. Alban-Rheinweg 60 612254 / 267111                        |              |
| ja   | Datei hochladen · Wikidata zu Schweizerisches Museum für Papier, Schrift und Druck (Q594378)                             | Schweizerisches Museum für Papier, Schrift und Druck KGS-Nr.: 08533                                   | A    | S   | St. Alban-Tal 37 612401 / 267112                             |              |
| ja   | Datei hochladen | Haus zum Kirschgarten(Sammlung) KGS-Nr.: 08617                                                        | A    | S   | Elisabethenstrasse 27 611499 / 266826                        |              |
| ja   | Datei hochladen | Kunstmuseum mit Kupferstichkabinett (Sammlung) KGS-Nr.: 08618                                         | A    | S   | St. Alban-Graben 16 611701 / 267066                          |              |
| ja   | Datei hochladen · Wikidata zu Schweizerisches Wirtschaftsarchiv (Q15454394)                                              | Schweizerisches Wirtschaftsarchiv KGS-Nr.: 08812                                                      | A    | S   | Peter Merian-Weg 6 611898 / 266080                           |              |
| ja   | Datei hochladen · Wikidata zu Coop Schweiz, Zentralarchiv (Q19362800)                                                    | Coop Schweiz Zentralarchiv KGS-Nr.: 08839                                                             | A    | S   | Thiersteinerallee 14 611986 / 265714                         |              |
| ja   | Datei hochladen · Wikidata zu Archiv der Bank für Internationalen Zahlungsausgleich (Q19362795)                          | Archiv der Bank für Internationalen Zahlungsausgleich KGS-Nr.: 08895                                  | A    | S   | Centralbahnplatz 2 611512 / 266395                           |              |
| BW   | Datei hochladen · Wikidata zu UBS Group Long-Term Archives (Q19362840)                                                   | Historisches Konzernarchiv der UBS AG KGS-Nr.: 09168                                                  | A    | S   | Aeschenplatz 6 611944 / 266766                               |              |
| BW   | Datei hochladen · Wikidata zu Zentrales Funddepot der Archäologischen Bodenforschung des Kantons Basel-Stadt (Q19362843) | Zentrales Funddepot der Archäologischen Bodenforschung des Kantons Basel-Stadt KGS-Nr.: 10540         | A    | S   | Lyonstrasse 41 612621 / 264729                               |              |
| BW   | Datei hochladen | Schweizer Radio und Fernsehen, Dokumentation und Archiv KGS-Nr.: 14948                                | A    | S   | Novarastrasse 2 610995 / 264871                              |              |
| BW   | Datei hochladen | Grossstein- und Probenlager der Archäologischen Bodenforschung des Kantons Basel-Stadt KGS-Nr.: 16333 | A    | S   | Güterstrasse 180 611575 / 265878                             |              |
| ja   | Datei hochladen · Wikidata zu Bruderholzschulhaus (Q17038024)                                                            | Bruderholzschulhaus KGS-Nr.: 01558                                                                    | B    | G   | Fritz-Hauser-Strasse 20 611910 / 264593                      |              |
| ja   | Datei hochladen · Wikidata zu Goldener Sternen (Q29683387)                                                               | Goldener Sternen KGS-Nr.: 01573                                                                       | B    | G   | St. Alban-Rheinweg 70 612296 / 267131                        |              |
| ja   | Datei hochladen · Wikidata zu Kleiner Kirschgarten (Q21000051)                                                           | Kleiner Kirschgarten KGS-Nr.: 01584                                                                   | B    | G   | Elisabethenstrasse 29 / Klosterberg 611489 / 266804          |              |
| ja   | Datei hochladen | Museum für Gegenwartskunst (Gebäude) KGS-Nr.: 01589                                                   | B    | G   | St. Alban-Rheinweg 60 612254 / 267107                        |              |
| ja   | Datei hochladen · Wikidata zu Bandfabrik Hoffmann (1836) (Q29682431)                                                     | Bandfabrik Hoffmann (1836) KGS-Nr.: 01642                                                             | B    | G   | St. Alban-Vorstadt 78 612100 / 267043                        |              |
| ja   | Datei hochladen · Wikidata zu Wasserturm Bruderholz (Q1302826)                                                           | Wasserturm Bruderholz (1925, Vischer) KGS-Nr.: 01651                                                  | B    | G   | Reservoirstrasse 200 611597 / 264183                         |              |
| ja   | Datei hochladen · Wikidata zu Dreitrog-Brunnen (Q29682671)                                                               | Dreitrog-Brunnen KGS-Nr.: 01652                                                                       | B    | K   | Sevogelplatz 612454 / 266699                                 |              |
| ja   | Datei hochladen · Wikidata zu Ehemalige Bandfabrik Sarasin (1844, 1889) (Q29682703)                                      | Ehemalige Bandfabrik Sarasin (1844, 1889) KGS-Nr.: 01658                                              | B    | G   | St. Alban-Vorstadt 91 612252 / 267016                        |              |
| ja   | Datei hochladen · Wikidata zu Ehemalige Bandfabrik Sarasin (Jugendherberge) (Q29682719)                                  | Ehemalige Bandfabrik Sarasin (Jugendherberge) KGS-Nr.: 01659                                          | B    | G   | St. Alban-Kirchrain 10 612263 / 267061                       |              |
| ja   | Datei hochladen · Wikidata zu Gundeldinger-Schulhaus (Q29683439)                                                         | Gundeldinger-Schulhaus KGS-Nr.: 01689                                                                 | B    | G   | Sempacherstrasse 60 611163 / 265827                          |              |
| ja   | Datei hochladen · Wikidata zu Haus zum Geist (Q20615340)                                                                 | Haus zum Geist KGS-Nr.: 01701                                                                         | B    | G   | St. Alban-Vorstadt 17 611838 / 267126                        |              |
| ja   | Datei hochladen · Wikidata zu Haus zum neuen Kettenhof (Q29683782)                                                       | Haus zum neuen Kettenhof KGS-Nr.: 01711                                                               | B    | G   | St. Alban-Vorstadt 72 612065 / 267003                        |              |
| ja   | Datei hochladen · Wikidata zu Haus zum Sausenberg (Q20615486)                                                            | Haus zum Sausenberg KGS-Nr.: 01715                                                                    | B    | G   | St. Alban-Vorstadt 5 611786 / 267131                         |              |
| ja   | Datei hochladen · Wikidata zu Häuser Sevogelplatz 1 und 2 (Q20615651)                                                    | Häuser Sevogelplatz 1 und 2 KGS-Nr.: 01732                                                            | B    | G   | Sevogelplatz 1 612466 / 266645                               |              |
| ja   | Datei hochladen · Wikidata zu Heusler-Haus (Q29684243)                                                                   | Heusler-Haus KGS-Nr.: 01740                                                                           | B    | G   | St. Alban-Tal 34 612370 / 267104                             |              |
| ja   | Datei hochladen · Wikidata zu Jakobsbrunnen (Q29684386)                                                                  | Jakobsbrunnen KGS-Nr.: 01748                                                                          | B    | K   | Hermann Kinkelin-Strasse 611576 / 266642                     |              |
| ja   | Datei hochladen · Wikidata zu Heiliggeist (Basel) (Q1595343)                                                             | Heiliggeistkirche mit Pfarr- und Sigristenhaus KGS-Nr.: 01749                                         | B    | G   | Thiersteinerallee 51 612006 / 265656                         |              |
| ja   | Datei hochladen · Wikidata zu Klassizistische Villa (Q29684468)                                                          | Klassizistische Villa KGS-Nr.: 01753                                                                  | B    | G   | St. Jakobsstrasse 41 611974 / 266474                         |              |
| BW   | Datei hochladen · Wikidata zu Klassizistisches Wohnhaus (Q29684484)                                                      | Klassizistisches Wohnhaus KGS-Nr.: 01754                                                              | B    | G   | Aeschenvorstadt 13 611607 / 266968                           |              |
| ja   | Datei hochladen · Wikidata zu Maschinenfabrik Burckhardt (Q29684635)                                                     | Maschinenfabrik Burckhardt KGS-Nr.: 01765                                                             | B    | G   | Dornacherstrasse 192 611652 / 265624                         |              |
| ja   | Datei hochladen · Wikidata zu Neugotische Villa (Q29684718)                                                              | Neugotische Villa KGS-Nr.: 01773                                                                      | B    | G   | Hardstrasse 1 612257 / 266850                                |              |
| ja   | Datei hochladen · Wikidata zu Sammler-Brunnen (Q20616837)                                                                | Sammler-Brunnen KGS-Nr.: 01776                                                                        | B    | K   | St. Alban-Vorstadt 81 612162 / 267040                        |              |
| ja   | Datei hochladen · Wikidata zu Pfefferhof (Q20616319)                                                                     | Pfefferhof KGS-Nr.: 01781                                                                             | B    | G   | St. Alban-Berg 2–8 612393 / 267000                           |              |
| ja   | Datei hochladen · Wikidata zu St. Jakobskirche (Q1533569)                                                                | Kirche St. Jakob mit Siechenhäusern KGS-Nr.: 01787                                                    | B    | G   | St. Jakobsstrasse 361 613456 / 265725                        |              |
| ja   | Datei hochladen · Wikidata zu Reformiertes Pfarrhaus zu St. Alban (Q29685046)                                            | Pfarrhaus zu St. Alban KGS-Nr.: 01793                                                                 | B    | G   | St. Alban-Vorstadt 65 / Mühlenberg 12 612052 / 267107        |              |
| ja   | Datei hochladen · Wikidata zu Reformierter St. Albanstift (Q29684950)                                                    | St. Albanstift KGS-Nr.: 01797                                                                         | B    | G   | Mühlenberg 20 612168 / 267112                                |              |
| ja   | Datei hochladen · Wikidata zu Rheinhof (Q29685200)                                                                       | Rheinhof KGS-Nr.: 01808                                                                               | B    | G   | St. Alban-Vorstadt 25 611895 / 267142                        |              |
| ja   | Datei hochladen · Wikidata zu Rychenmühle (Q29685280)                                                                    | Rychenmühle KGS-Nr.: 01814                                                                            | B    | G   | St. Alban-Tal 41 612408 / 267092                             |              |
| ja   | Datei hochladen · Wikidata zu Schindelhof (Q20754721)                                                                    | Schindelhof KGS-Nr.: 01817                                                                            | B    | G   | St. Alban-Tal 44 612406 / 267033                             |              |
| ja   | Datei hochladen · Wikidata zu Schöneckbrunnen (Q20616976)                                                                | Schöneckbrunnen KGS-Nr.: 01820                                                                        | B    | K   | St. Alban-Vorstadt 49 611950 / 267104                        |              |
| ja   | Datei hochladen · Wikidata zu De Wette Schulhaus (Q29682622)                                                             | De Wette Schulhaus KGS-Nr.: 01822                                                                     | B    | G   | De Wette-Strasse 7 611505 / 266571                           |              |
| ja   | Datei hochladen · Wikidata zu Sevogelschulhaus (1883, Vischer und Fueter) (Q29685487)                                    | Sevogelschulhaus (1883, Vischer und Fueter) KGS-Nr.: 01827                                            | B    | G   | Sevogelstrasse 61 612373 / 266573                            |              |
| ja   | Datei hochladen · Wikidata zu Sommercasino (Q2300490)                                                                    | Sommercasino KGS-Nr.: 01830                                                                           | B    | G   | Münchensteinerstrasse 1 612033 / 266307                      |              |
| ja   | Datei hochladen · Wikidata zu St. Jakobs-Denkmal (Q16320894)                                                             | St. Jakobsdenkmal (1871/72, Ferdinand Schlöth) KGS-Nr.: 01835                                         | B    | K   | St. Jakobsstrasse / Münchensteinerstrasse 612030 / 266318    |              |
| ja   | Datei hochladen · Wikidata zu Strassburger Denkmal (Q1577575)                                                            | Strassburgerdenkmal KGS-Nr.: 01842                                                                    | B    | K   | Elisabethenanlage 612031 / 266348                            |              |
| ja   | Datei hochladen · Wikidata zu Ulmenhof (1894, Vischer und Fueter) (Q29685768)                                            | Ulmenhof (1894, Vischer und Fueter) KGS-Nr.: 01845                                                    | B    | G   | Gartenstrasse 93 611689 / 266415                             |              |
| ja   | Datei hochladen · Wikidata zu Villa (1858, Stehlin d.J.) (Q29685874)                                                     | Villa (1858, Stehlin d. J.) KGS-Nr.: 01850                                                            | B    | G   | St. Jakobsstrasse 185 612744 / 265995                        |              |
| ja   | Datei hochladen · Wikidata zu Villa (1874, J.J. Stehlin) (Q29685905)                                                     | Villa (1874, J.J. Stehlin) KGS-Nr.: 01852                                                             | B    | G   | Gellertstrasse 27 613052 / 266786                            |              |
| ja   | Datei hochladen · Wikidata zu Villa (1898, Linder) (Q29685920)                                                           | Villa (1898, Linder) KGS-Nr.: 01853                                                                   | B    | G   | St. Jakobsstrasse 34 611889 / 266528                         |              |
| ja   | Datei hochladen · Wikidata zu Villa (1905, Visscher van Gaasbeek) (Q29685936)                                            | Villa (1905, Visscher van Gaasbeek) KGS-Nr.: 01854                                                    | B    | G   | St. Jakobsstrasse 46 611942 / 266453                         |              |
| ja   | Datei hochladen · Wikidata zu Villa (1933, Von der Mühll & Oberrauch) (Q29685952)                                        | Villa (1933, Von der Mühll & Oberrauch) KGS-Nr.: 01855                                                | B    | G   | Fringelistrasse 16 611510 / 265025                           |              |
| ja   | Datei hochladen · Wikidata zu Villa Barell (Salvisberg) (Q29685985)                                                      | Villa Barell (Salvisberg) KGS-Nr.: 01857                                                              | B    | G   | Rennweg 62 612791 / 266634                                   |              |
| ja   | Datei hochladen · Wikidata zu Villa Grossgundeldingen (Q29686010)                                                        | Villa Grossgundeldingen KGS-Nr.: 01859                                                                | B    | G   | Gundeldingerstrasse 170 611295 / 265565                      |              |
| ja   | Datei hochladen · Wikidata zu Villa Vischer-Iselin (1871, J.E. Vischer) (Q29686039)                                      | Villa Vischer-Iselin (1871, J.E. Vischer) KGS-Nr.: 01861                                              | B    | G   | Gartenstrasse 78 611758 / 266526                             |              |
| ja   | Datei hochladen · Wikidata zu Villa (Q29685857)                                                                          | Villa KGS-Nr.: 01862                                                                                  | B    | G   | Peter Merian-Strasse 19 611896 / 266425                      |              |
| ja   | Datei hochladen · Wikidata zu Vorderes Gundeldingen (Q29686101)                                                          | Vorderes Gundeldingen KGS-Nr.: 01865                                                                  | B    | G   | Gundeldingerstrasse 172/ Dittingerstrasse 20 611305 / 265538 |              |
| ja   | Datei hochladen · Wikidata zu Wehrmänner-Denkmal, Batterie (Q29686131)                                                   | Wehrmänner-Denkmal, Batterie KGS-Nr.: 01867                                                           | B    | G   | Reservoirstrasse 611333 / 264270                             |              |
| ja   | Datei hochladen · Wikidata zu Wohnhaus (1904, W. Bernoulli) (Q29686208)                                                  | Wohnhaus (1904, W. Bernoulli) KGS-Nr.: 01875                                                          | B    | G   | Wartenbergstrasse 11 612756 / 266380                         |              |
| ja   | Datei hochladen · Wikidata zu Wohnhaus Hermann Baur (1936) (Q29686221)                                                   | Wohnhaus Hermann Baur (1936) KGS-Nr.: 01877                                                           | B    | G   | Peter Ochs-Strasse 3 611807 / 264599                         |              |
| ja   | Datei hochladen · Wikidata zu Wohnhaus Melchior Berri (Q29686236)                                                        | Wohnhaus Melchior Berri KGS-Nr.: 01878                                                                | B    | G   | Malzgasse 16 611967 / 266972                                 |              |
| ja   | Datei hochladen · Wikidata zu Wohnhaus mit Sgraffiti (1889, R. Friedrich; Sgraffiti, H. Sandreuter) (Q29686250)          | Wohnhaus mit Sgraffiti (1889, R. Friedrich; Sgraffiti, H. Sandreuter) KGS-Nr.: 01879                  | B    | G   | Sevogelstrasse 69 612341 / 266545                            |              |
| ja   | Datei hochladen · Wikidata zu Wohnhaus (Q29686194)                                                                       | Wohnhaus KGS-Nr.: 01881                                                                               | B    | G   | St. Alban-Vorstadt 82 612133 / 267033                        |              |
| ja   | Datei hochladen · Wikidata zu Zschokke-Brunnen (Q29686307)                                                               | Zschokke-Brunnen KGS-Nr.: 01895                                                                       | B    | K   | St. Alban-Graben 16 611729 / 267080                          |              |
| ja   | Datei hochladen · Wikidata zu Karl Barth-Archiv (Q19362817)                                                              | Karl-Barth-Archiv KGS-Nr.: 09152                                                                      | B    | S   | Bruderholzallee 26 611191 / 264878                           |              |
| ja   | Datei hochladen · Wikidata zu Häuser Sevogelplatz 1 und 2 (Q29684161)                                                    | Häuser Sevogelplatz 1 und 2 KGS-Nr.: 12755                                                            | B    | G   | Sevogelstrasse 49 612438 / 266635                            |              |
| ja   | Datei hochladen · Wikidata zu Häuser Sevogelplatz (Q29684129)                                                            | Häuser Sevogelplatz KGS-Nr.: 12756                                                                    | B    | G   | Sevogelstrasse 21 612490 / 266677                            |              |
| ja   | Datei hochladen · Wikidata zu Häuser Sevogelplatz (Q29684145)                                                            | Häuser Sevogelplatz KGS-Nr.: 12757                                                                    | B    | G   | Hardstrasse 36 612423 / 266680                               |              |
| BW   | Datei hochladen · Wikidata zu Brandgräber der Spätbronzezeit (Q29682557)                                                 | Brandgräber der Spätbronzezeit KGS-Nr.: 13383                                                         | B    | F   | Sempacherstrasse 6–12 611259 / 266004                        |              |
| BW   | Datei hochladen · Wikidata zu Deponierung menschlicher Schädel (Kultstätte?) (Q29682638)                                 | Deponierung menschlicher Schädel (Kultstätte?) KGS-Nr.: 13384                                         | B    | F   | Löwenbergstrasse 52 611901 / 264970                          |              |
| BW   | Datei hochladen · Wikidata zu Jagdstation des Mittelpaläolithikums (Eiszeitliche Faunenreste, Silexartefakt) (Q29684372) | Jagdstation des Mittelpaläolithikums (Eiszeitliche Faunenreste, Silexartefakt) KGS-Nr.: 13385         | B    | F   | Rehhagstrasse 611441 / 264900                                |              |
| BW   | Datei hochladen · Wikidata zu Frühmittelalterliche Plattengräber (Q29683062)                                             | Frühmittelalterliche Plattengräber KGS-Nr.: 13388                                                     | B    | F   | Gundeldingerstrasse 406 612058 / 265290                      |              |
| BW   | Datei hochladen · Wikidata zu Frühmittelalterliche Plattengräber (Q29683077)                                             | Frühmittelalterliche Plattengräber KGS-Nr.: 13389                                                     | B    | F   | Reinacherstrasse 136 612467 / 265022                         |              |
| BW   | Datei hochladen · Wikidata zu Frühmittelalterliches Grab (Q29683128)                                                     | Frühmittelalterliches Grab KGS-Nr.: 13401                                                             | B    | F   | Reinacherstrasse 612501 / 265000                             |              |
| BW   | Datei hochladen · Wikidata zu Frühmittelalterliches Plattengrab (Q29683193)                                              | Frühmittelalterliches Plattengrab KGS-Nr.: 13406                                                      | B    | F   | Laufenstrasse 63 612021 / 265463                             |              |
| BW   | Datei hochladen · Wikidata zu Frühmittelalterliches Plattengrab (Q29683208)                                              | Frühmittelalterliches Plattengrab KGS-Nr.: 13407                                                      | B    | F   | Pfeffingerstrasse 82 611382 / 265748                         |              |
| BW   | Datei hochladen · Wikidata zu Frühmittelalterliches Plattengrab (Erwachsener und Kind) (Q29683240)                       | Frühmittelalterliches Plattengrab (Erwachsener und Kind) KGS-Nr.: 13408                               | B    | F   | Gundeldingerstrasse 394 612003 / 265314                      |              |
| BW   | Datei hochladen · Wikidata zu Frühmittelalterliches Plattengrab und Erdgrab (Q29683257)                                  | Frühmittelalterliches Plattengrab und Erdgrab KGS-Nr.: 13410                                          | B    | F   | Gundeldingerstrasse 315 611725 / 265479                      |              |
| BW   | Datei hochladen · Wikidata zu Frühmittelalterliches Plattengrab und Erdgrab (Q29683272)                                  | Frühmittelalterliches Plattengrab und Erdgrab KGS-Nr.: 13411                                          | B    | F   | Münchensteinerstrasse 612592 / 265409                        |              |
| BW   | Datei hochladen · Wikidata zu Fundstelle von prähistorischen Silexgeräten (Q29683289)                                    | Fundstelle von prähistorischen Silexgeräten KGS-Nr.: 13412                                            | B    | F   | Im Sesselacker 612136 / 265070                               |              |
| BW   | Datei hochladen · Wikidata zu Galgen / Richtstätte (Q29683302)                                                           | Galgen / Richtstätte KGS-Nr.: 13413                                                                   | B    | F   | Gellertstrasse 55 613301 / 266655                            |              |
| BW   | Datei hochladen · Wikidata zu Prähistorische Siedlungszone (Paläolithikum - Bronzezeit) (Q29684850)                      | Prähistorische Siedlungszone (Paläolithikum – Bronzezeit) KGS-Nr.: 13419                              | B    | F   | Hechtliacker 612371 / 265000                                 |              |
| BW   | Datei hochladen · Wikidata zu Römerzeitliche Villa rustica?, Münzdepot (Q29685249)                                       | Römerzeitliche Villa rustica?, Münzdepot KGS-Nr.: 13420                                               | B    | F   | In der Breite 613201 / 267350                                |              |
| BW   | Datei hochladen · Wikidata zu Spätrömische Siedlungsspuren (Q29685574)                                                   | Spätrömische Siedlungsspuren KGS-Nr.: 13422                                                           | B    | F   | Margarethenstich 610631 / 265920                             |              |
| BW   | Datei hochladen · Wikidata zu St. Jakob: Birsbrücken und -stege (römisch–Mittelalter) (Q29685605)                        | St. Jakob: Birsbrücken und -stege (römisch–Mittelalter) KGS-Nr.: 13423                                | B    | F   | St. Jakobs-Strasse 395–397 613661 / 265670                   |              |
| ja   | Datei hochladen · Wikidata zu St. Jakobskirche (Q1533569)                                                                | St. Jakobskirche, Siechenhäuser, Schlachtfeld 1444 KGS-Nr.: 13424                                     | B    | F   | St. Jakobs-Strasse 375 613494 / 265710                       |              |
| BW   | Datei hochladen · Wikidata zu Frühmittelalterliches Plattengrab (Q29683176)                                              | Frühmittelalterliches Plattengrab KGS-Nr.: 13425                                                      | B    | F   | Münchensteinerstrasse 612926 / 265395                        |              |
| BW   | Datei hochladen | Basler Münsterbauhütte (Sammlung und Archiv) KGS-Nr.: 17319                                           | B    | S   | St.-Alban-Tal 43 612415 / 267084                             |              |